# マキチエ
マキチエ株式会社は、東京都中央区に本社のある補聴器メーカーである。

1977年に新潟県新潟市で補聴器センターアサヤマ株式会社の名称で創業。

1982年に東京へ本社移転を機にキコエ補聴器株式会社へ改称。

2011年に現在の社名へ改称。

## 製品
- 補聴器

耳鳴り治療機
- 聴力検査医療機器
- 聴能訓練器